# Andreia Horta
Andréia de Assis Horta (Juiz de Fora, 27 de julio de 1983) es una actriz brasileña.

## Filmografía

### Televisión
| Año  | Título                          | Personaje                                            |
| ---- | ------------------------------- | ---------------------------------------------------- |
| 2005 | Prova de Amor                   | Lilian                                               |
| 2006 | JK                              | Márcia Kubitschek                                    |
| 2007 | Alta Estação                    | Renata Lima                                          |
| 2008 | Alice                           | Alice Zanetti                                        |
| 2008 | Chamas da Vida                  | Beatriz Oliveira Santos                              |
| 2010 | Alice                           | Alice Zanetti                                        |
| 2010 | A Cura                          | Rosângela Guedes                                     |
| 2011 | Cuento encantado                | Bartira                                              |
| 2012 | Amor Eterno Amor                | Valéria                                              |
| 2013 | Laberintos del corazón          | Simone                                               |
| 2014 | A Teia                          | Celeste                                              |
| 2014 | Imperio                         | María Clara Albuquerque Medeiros                     |
| 2016 | Liberdade, Liberdade            | Joaquina da Silva Xavier / Rosa Raposo Viegas Rubião |
| 2017 | Tempo de Amar                   | Lucinda Macedo                                       |
| 2017 | Segredos de Justiça             | Camila                                               |
| 2018 | presentadora                    |                                                      |
| 2019 | Elis: Viver é Melhor que Sonhar | Elis Regina                                          |
| 2021 | Colônia                         | Valeska                                              |
| 2021 | Um Lugar ao Sol                 | Lara                                                 |